# Saravan (shahrestan)
Saravan (persiska: سراوان), eller Shahrestan-e Saravan (شهرستان سراوان), är en delprovins (shahrestan) i Iran. Den ligger i provinsen Sistan och Baluchistan, i den sydöstra delen av landet, och gränsar i öster mot Pakistan. Administrativt centrum är staden Saravan.
Delprovinsen hade 191 661 invånare 2016.